# Erik Brunnius (1660–1741)
Erik Olofsson Brunnius, född 1 november 1660 i Gudmundrå församling, död 16 januari 1741 i Övertorneå församling, var en svensk präst.

## Biografi
Erik Brunnius föddes 1660 i Gudmundrå församling. Han var son till en bonde i Brunne by. Brunnius blev höstterminen 1678 student vid Härnösands gymnasium och 1682 student vid Kungliga Akademien i Åbo. Han prästvigdes 1688 till adjunkt åt superintendenten Petrus Erici Steuchius i Säbrå och utnämndes 1691 till andre komministern i Nedertorneå församling, tillträdde 1692. Brunnius blev 1718 kyrkoherde i Övertorneå församling. Han skänkte 1735 ljuskrona i mässing till Övertorneå kyrka. Brunnius avled 1741 i Övertorneå församling.

### Familj
Brunnius gifte sig i mars 1698 med Barbara Björn (1677–1738), dotter till rådmannen Lars Björn i Luleå. De fick tillsammans barnen komministern Olof Brunnius (född 1700) i Nedertorneå församling och kyrkoherden Erik Brunnius (född 1706) i Nedertorneå församling.